# وقعة عرض
وقعة عرض - وهي من أعمال حلب بين الرصافة وتدمر- (702 ه‍جري ق. 1303 ميلادي)، هي معركة بين التتار والمماليك وقعت يوم 10 شعبان 702 ه‍.

## الحدث
التقى جماعة من أمراء الإسلام فيهم استدمر وبهادر أخي وكجكن وغرلو العادلي، وكل منهم سيف من سيوف الدين في 1500 فارس. وكان التتار في 7000. فاقتتلوا وصبر المسلمين صبرا جيدا حتى انتصروا، حيث قتلوا منهم خلقاً وأسروا آخرين، وولوا عند ذلك مدبرين، وغنم المسلمون منهم غنائم، وعادوا سالمين لم يفقد منهم إلا القليل. ووقعت البطاقة بذلك، ثم قدمت الأسارى يوم الخميس النصف من شعبان.